# Перелісянська сільська рада
Перелісянська сільська рада — колишня адміністративно-територіальна одиниця та орган місцевого самоврядування у Городницькому районі Київської та Житомирської областей Української РСР з адміністративним центром у селі Перелісянка.

## Населені пункти
Сільській раді на час ліквідації були підпорядковані населені пункти:
- с. Перелісянка

## Історія та адміністративний устрій
Створена 7 квітня 1933 року, відповідно до постанови Президії Київського облвиконкому «Про утворення 3 нових сільрад в Городницькому районі — Перелісянської, Веровської та Курчицько-Гутської», в с. Перелісянка Червоновільської сільської ради Городницького району Київської області.
Станом на 1 вересня 1946 року сільська рада входила до складу Городницького району Житомирської області, на обліку в раді перебувало с. Перелісянка.
Станом на 10 лютого 1952 року в підпорядкуванні значилися хутори Криниці та Стрижник.
Ліквідована 11 серпня 1954 року, відповідно до указу Президії Верховної ради Української РСР «Про укрупнення сільських рад по Житомирській області», територію та населені пункти ради приєднано до складу Червоновільської сільської ради Городницького району Житомирської області.